# Das Land der Vollidioten
Das Land der Vollidioten ist ein Lied der Südtiroler Deutschrock-Band Frei.Wild, das ursprünglich am 15. März 2006 auf deren vierten Studioalbum Mitten ins Herz erschien. Später wurde es für das Album Hart am Wind neu eingespielt und am 9. Oktober 2009 als Single veröffentlicht.

## Inhalt
In dem Lied behandeln Frei.Wild ihre Heimatliebe zu Südtirol und das angespannte Verhältnis der Region zu Italien, dessen Teil Südtirol seit Ende des Ersten Weltkriegs ist.
Im Refrain heißt es: „Das ist das Land der Vollidioten, die denken, Heimatliebe ist gleich Staatsverrat“, zudem betonen Frei.Wild, sie seien weder „Neonazis“ noch „Anarchisten“. Die Liebe zu ihrer Heimat sei nicht gleichzusetzen mit Politik. Während Volksmusikanten im Fernsehen ebenfalls über ihre Heimatverbundenheit sängen, würden Frei.Wild für die gleichen Textinhalte kritisiert. Die Band bezeichnet die Südtiroler Bevölkerung als „Opfer einer Resozialisierungspolitik“ durch Italien. Dabei kritisiert sie, dass Kreuze „aus Respekt vor den andersgläubigen Kindern“ aus Schulen entfernt würden. Mit den Zeilen „Wir tanzen keinen Adolf Hitler, tanzen keinen Mussolini“ spielen Frei.Wild auf das Lied Der Mussolini der Band Deutsch Amerikanische Freundschaft aus dem Jahr 1981 an. Zudem macht die Gruppe ihre Abneigung gegenüber dem damaligen italienischen Regierungschef Silvio Berlusconi sowie Gianfranco Fini, Karl Marx, Friedrich Engels, George W. Bush und Saddam Hussein deutlich.

## Musikvideo
Das zu Das Land der Vollidioten gedrehte Musikvideo wurde von den 3HE Studios produziert und feierte am 27. Oktober 2009 auf YouTube Premiere. Mit über 20 Millionen Aufrufen (Stand Januar 2021) ist es das drittmeistgeklickte Frei.Wild-Video auf YouTube.
Es zeigt die Band, welche das Lied in einem Raum einspielt, wobei im Hintergrund diverse historische Filmaufnahmen, die vor allem in einem politischen Kontext stehen, auf einer Leinwand zu sehen sind. Darunter befinden sich Filmsequenzen aus dem Vietnamkrieg und der Terroranschläge am 11. September 2001. Es werden auch Bilder von Erschießungen, Atombombenexplosionen, gewalttätigen Demonstrationen, Hundekämpfen sowie dem Abriss von Statuen gezeigt. Persönlichkeiten, die im Video vorkommen, sind u. a. Silvio Berlusconi, Benito Mussolini, Mahmud Ahmadineschad, Marilyn Monroe, Charles Manson, Muammar al-Gaddafi, George W. Bush, Armin Meiwes, Osama bin Laden und Josef Fritzl. Am Ende des Videos verbrennt der Sänger Philipp Burger einen Zettel mit der Aufschrift „Deutsch sein = Nazi sein – Die Vollithioten“.

## Single
Das Land der Vollidioten wurde am 9. Oktober 2009 inklusive des Songs Der aufrechte Weg als Single zum Download veröffentlicht. Das Lied konnte sich nicht in den Charts platzieren.

## Rezeption
Bei der Rezension des Albums Mitten ins Herz auf punkrocknews.de bezeichnete Sebastian Kuboth Das Land der Vollidioten als „Gassenhauer“ und „rockige Hymne“, die „auch einiges auszusagen“ habe.
Auf der Internetseite cdstarts.de wurde der Song in der Rezension zum Album Hart am Wind von Felix Liedel als „wohl durchaus gut gemeint“, aber „streitbar“ beschrieben, wobei „ein fader Nachgeschmack“ bleibe.
In einem Beitrag von Thomas Kramar zu Frei.Wild auf dem österreichischen Online-Portal DiePresse.com 2013 wird der Text des Songs als „recht uneindeutig“ bezeichnet, da sich die Band nicht ausdrücklich vom Rechtsextremismus distanziere. Der Liedinhalt bewege sich „in einem rechtlichen Graubereich“ und trage zu Debatten um Auftrittsverbote der Band bei, die der Autor letztendlich aber für unangebracht hält.